# Break the Ice
Singles de Britney Spears
Piece of Me
(2007) Womanizer
(2008)
Pistes de Blackout
Radar Heaven on Earth
Break the Ice est une chanson de l'artiste chanteuse américaine pop Britney Spears, elle est extraite de son cinquième album studio, Blackout. Le morceau est écrit par Nate "Danja" Hills, Marcella "Ms. Lago" Araica, Keri Hilson, Jim Beanz et produit par Danja. Il est paru le 28 mars 2008 sous Jive Records en tant que troisième single de l'album. Radar était à l'origine prévu pour être publié comme troisième single de Blackout, mais Break the Ice lui a été préféré après que celui-ci a été désigné comme favori lors d'un sondage réalisé sur le site officiel de Spears. Musicalement, Break the Ice est une chanson electro-R&B aux influences rave et crunk. La chanson s'ouvre sur un chœur accompagné de synthétiseurs. Les paroles traitent d'une attraction entre deux personnes. Break the Ice a reçu des avis positives de la part des critiques musicales, qui considèrent le morceau comme une piste électronique solide de l'album.
La chanson a connu un succès modéré dans le monde, elle a atteint le Top 10 de pays comme la Belgique, le Canada, la Finlande et la Suède ainsi que le top 40 en Australie, Nouvelle-Zélande et plusieurs pays européens. Aux États-Unis, la chanson se classe à la 43e du Billboard Hot 100, tandis qu'il atteint la première place du Hot Dance Club Songs. Un vidéoclip dirigé par Robert Hales sort le 12 mars 2008. La vidéo est animée et basée sur un personnage de super-héroïne prenant les traits de Spears dans son clip Toxic. Une version remixée de Break the Ice a été utilisée comme interlude vidéo lors de la tournée de la chanteuse, The Circus Starring: Britney Spears en 2009.

## Réception
Eric R. Danton de Hartford Courant considère Break the Ice comme l'une des « pistes tueuses » de l'album avec Radar et Hot as Ice. Nick Levine de  Digital Spy définit la chanson comme « avant-gardiste sur ce que la pop est en 2007 ». Un chroniqueur de Popjustice déclare: « c'est une piste vraiment géniale », Stephen Thomas Erlewine de AllMusic soulignent que plusieurs chansons de Blackout « montrent vraiment les compétences des producteurs » comme l'illustrent Gimme More, Radar, Break the Ice, Heaven on Earth et Hot as Ice.
Jennifer Vineyard de MTV déclare que la chanson « aurait pu être un premier single aussi puissant que Gimme More [...] parce que Spears se présente de nouveau au sommet et s'excuse d'être partie si longtemps ». Kelefe Sanneh du New York Times considère la chanson comme « presque aussi bonne » que ses précédents singles Gimme More et Piece of Me, et la décrit comme une « flirt inspirée de rave ». Un chroniquer du quotidien Ottawa Citizen déclare que « il y a aussi beaucoup à aimer dans [des titres comme] Break the Ice, Why Should I Be Sad et Perfect Lover ». Jim Abbott de Orlando Sentinel ajoute que « Musicalement, les chansons telles que Piece of Me, Radar et Break the Ice « sont unidimensionnelles, des exercices de robotique ».

## Vidéoclip
Le clip de Break the Ice est créé dans un style manga en Corée du Sud et est dirigé par Robert Hales. Le concept est l'idée de Spears, qui demanda à Jive Records un vidéoclip d'animation basé sur le personnage de superhéroïne du clip de Toxic. Il est diffusé le 12 mars 2008 sur BlackoutBall.com, un site créé exclusivement pour la première mondiale, dans lequel les fans pouvaient accéder à un forum de discussion.
La vidéo débute avec Britney Spears portant un body noir et de grandes bottes noires, debout sur les toits d'une ville futuriste. Quand la chanson commence, Spears déboule dans un centre de recherche et se lance dans une bataille avec des sbires. La chanteuse finit par avoir accès à un laboratoire hautement sécurisé et marche dans des allées remplis de clones contenus dans des réservoirs. Elle s’aperçoit que l'un de ceux-ci est son clone, elle l'embrasse et pose une bombe sur le réservoir. Après cela, Spears s'infiltre dans la base du méchant, l'embrasse, puis le détruit, il se révèle être un robot. De là, elle esquive une balle et déclenche une panique parmi les sbires qui font leur arrivée, en attendant la minuterie de la bombe. Puis, un plan large de l'explosion du bâtiment apparaît, tandis que Spears a sauté et "Victoire" est représenté sur le côté de la structure. La vidéo se termine par la phrase « To be continued... ».

## Formats
| - CD Maxi Australien/Européen 1. Break the Ice — 3:16 2. Break the Ice (Kaskade Remix) — 5:28 3. Break the Ice (Tracy Young Mixshow) — 6:32 4. Break the Ice (Tonal Remix) — 4:52 5. Break the Ice (Vidéoclip) ― 3:21 - EP Digital 1. Break the Ice — 3:16 2. Break the Ice (Jason Nevins Rock Remix) — 3:16 3. Break the Ice (Kaskade Remix) — 5:28 - Single UK 1. Break the Ice — 3:16 2. Everybody — 3:18 | - Vinyle 12" 1. Break the Ice (Jason Nevins Extended) — 6:18 2. Break the Ice (Jason Nevins Dub) — 6:57 3. Break the Ice (Mike Rizzo Generation Club Mix) — 6:41 4. Break the Ice (Mike Rizzo Generation Dub) — 7:14 5. Break the Ice (Tracy Young Club Mix) ― 8:50 6. Break the Ice (Tracy Young Dub) ― 8:28 - CD Single Européen/The Singles Collection Coffret Single 1. Break the Ice — 3:16 2. Everybody — 3:18 |

## Classements
| Pays                           | Meilleure position |
| ------------------------------ | ------------------ |
| Australie                      | 23                 |
| Autriche                       | 39                 |
| Canada                         | 9                  |
| Danemark                       | 13                 |
| Europe Hot 100 Singles         | 31                 |
| États-Unis                     | 43                 |
| États-Unis Hot Dance Club Play | 1                  |
| France                         | 17                 |
| Finlande                       | 8                  |
| Nouvelle-Zélande               | 24                 |
| Pays-Bas                       | 63                 |
| Royaume-Uni                    | 15                 |
| Suède                          | 11                 |